# Felix Mottl

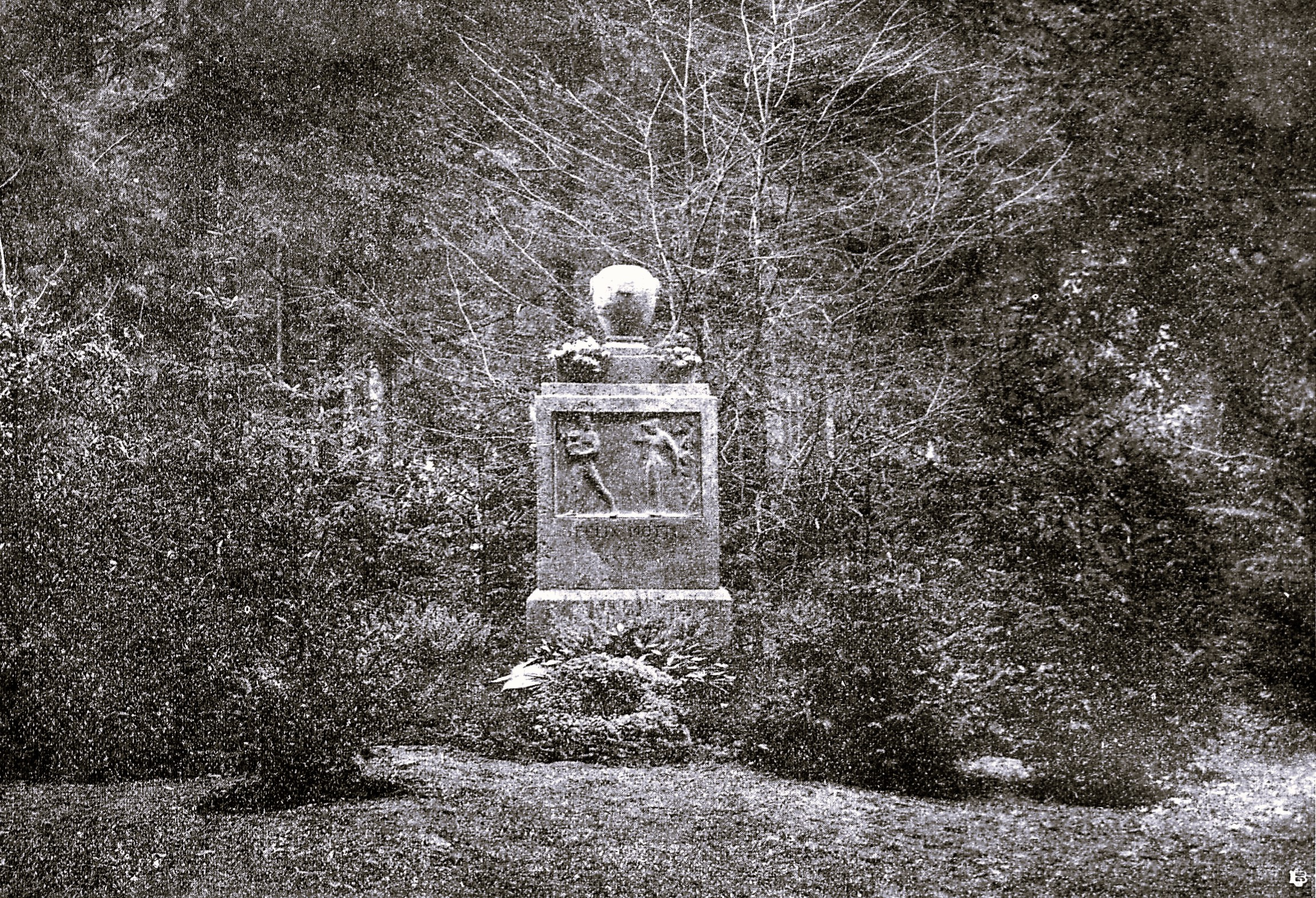
monument funéraire

Felix Mottl, né le 24 août 1856 à Unter Sankt Veit près de Vienne en Autriche et mort le 2 juillet 1911 à Munich, est un chef d'orchestre et compositeur autrichien.

## Biographie
Il entre à la chapelle de la cour, puis au conservatoire de Vienne, où il fut l'élève de Bruckner, Dessoff et Hellmesberger. Il est remarqué comme un chef talentueux de la musique de Richard Wagner. Introduit en 1876 par Hans Richter, il devient assistant au festival de Bayreuth, où il participe à la préparation de la première de L'Anneau du Nibelung. Grâce à la protection de Liszt, il peut faire représenter à Weimar en 1880 son premier opéra Agnes Bernauer. De 1880 à 1903, il est directeur musical général de l'opéra de Karlsruhe. Il y dirige pour la première fois Les Troyens de Berlioz intégralement et en allemand en 1890. À partir de 1886, il dirige régulièrement à Bayreuth. De 1898 à 1900, il conduit les représentations des opéras de Wagner à Covent Garden. 
Ami avec le compositeur français Emmanuel Chabrier (1841-1894), il orchestre plusieurs de ses œuvres pour piano (Bourrée Fantasque, 3 Valses Romantiques) et dirige son opéra Gwendoline, sur un livret de Catulle Mendès. 
En 1903, il devient chef d'orchestre à Munich (Hofoper), dont il est directeur général de la musique de 1907 à sa mort. 
Il est mort le 2 juillet 1911 à Munich, en dirigeant Tristan et Isolde. 
Mottl a composé quelques opéras, ainsi que de nombreux lieder et de la musique instrumentale.
Son monument funéraire a été fait par Fritz Behn.

## Œuvres
Musique de scène
- Agnes Bernauer (librement adapté de Friedrich Hebbel), jeu de scène en 3 actes (1880, Weimar)
- Pan im Busch (Otto Julius Bierbaum), danse en un acte (1881, Karlsruhe)
- Fürst und Sänger (Josef Viktor Widmann), opéra en un acte
- Der Tod des Narzissus (Alfred Walter Heymel), poème dramatique en un acte avec de la musique tirée de motifs de Gluck (1898)
- Eberstein (Gustav zu Putlitz), opéra (1881, Karlsruhe)
- Rama, jeu de scène (1894 ; manuscrit)

Autres
- Quatuor à cordes (1904)
- Lieder
- Bourrée Fantasque (orchestration de la pièce pour piano seul de Chabrier)
- 3 Valses Romantiques (orchestration des trois pièces pour piano de Chabrier).